# Irvin Willat
Irvin Willat (Stamford, 18 de novembro de 1890 – Santa Mônica, 17 de abril de 1976) foi um diretor norte-americano da era do cinema mudo. Ele dirigiu 39 filmes entre 1917 e 1937. No início da carreira Willat trabalhou como um diretor de fotografia em diversos filmes.

## Filmografia selecionada
- 1919 The False Faces
- 1919 The Grim Game
- 1919 Behind the Door
- 1924 Heritage of the Desert
- 1924 Wanderer of the Wasteland
- 1924 North of 36
- 1928 The Cavalier
- 1929 The Isle of Lost Ships
- 1937 The Luck of Roaring Camp

## Ler mais
- Menefee, David Sweet Memories (Menefee Publishing Inc., 2012) ISBN 1469966956